# Stadion Juventus
Stadion Juventus – stadion piłkarski w stolicy Rumunii, Bukareszcie. Obiekt może pomieścić 3000 widzów. Swoje spotkania rozgrywają na nim piłkarze klubu Juventus Bukareszt.